# Max Fey
Max Fey (* 1979 in Köln) ist ein deutscher Filmeditor. Bei einigen Arbeiten war er auch als Regisseur und Drehbuchautor tätig.

## Leben
Max Fey zog 2000 nach Berlin und wurde als Editor bei der Firma VCC Perfect Pictures tätig. Er schnitt dort u. a. Musikvideos. Ab 2004 studierte er Szenische Regie an der HFF München. 2007 erhielt er das Medienkunststipendium der Kirch-Stiftung.
Fey ist Mitglied der Deutschen Filmakademie.

## Filmographie (Auswahl)
- 2009: Soft Skills (Kurzfilm, +Drehbuch, +Regie)
- 2010: Transit
- 2012: Die Aufnahmeprüfung
- 2014: Hirngespinster
- 2014: Wir waren Könige
- 2014: Tatort: Der sanfte Tod
- 2014: München Mord: Die Hölle bin ich
- 2015: Storno: Todsicher versichert
- 2016: Tatort: Taxi nach Leipzig
- 2016: Die Informantin
- 2016: Europe, She Loves
- 2017: Für Emma und ewig
- 2018: Labaule & Erben
- 2019: Das Ende der Wahrheit
- 2019: Preis der Freiheit (Fernsehdreiteiler)
- 2021: Zwischen uns
- 2022: Der Räuber Hotzenplotz
- 2023: Paradise
- 2024: Landesverräter
- 2024: Herrhausen – Der Herr des Geldes (Fernsehvierteiler)